# アーゾロ
アーゾロ（伊: Asolo）は、イタリア共和国ヴェネト州トレヴィーゾ県にある、人口約8,900人の基礎自治体（コムーネ）。
15世紀末から16世紀初頭にかけては、ヴェネツィア共和国にキプロス王国の統治権を譲った女王カタリーナ・コルナーロが宮廷を置いた。19世紀には英国出身の詩人ロバート・ブラウニングが当地に居住しており、「神、そらに知ろしめす。すべて世は事も無し」の一節で知られる劇詩「ピッパが通る」は、この町を舞台とした作品である。

## 名称
日本語文献ではアソロとも記される。

## 地理

### 位置・広がり
トレヴィーゾ県西部に位置するコムーネ。県都トレヴィーゾから西北西へ約30km、ヴィチェンツァから北東へ約41km、州都ヴェネツィアから北西へ約51kmの距離にある。

#### 隣接コムーネ
隣接するコムーネは以下の通り。
- カステルクッコ - 北
- モンフーモ - 北東
- マゼール - 東
- アルティーヴォレ - 南東
- リエーゼ・ピオ・デーチモ - 南
- フォンテ - 西
- ピエーヴェ・デル・グラッパ - 北西

### 気候分類・地震分類
気候分類では、zona E, 2662 GGに分類される。
また、イタリアの地震リスク階級 (it) では、zona 2 (sismicità media) に分類される。

## 歴史
この町はもともとウェネティ人の集落であり、プリニウスの著作には Acelum として言及されている。
6世紀後半（588年もしくは591年）にマラーノで開催された教会会議の記録には、出席者の一人の名が Agnellus episcopus sanctae Acelinae ecclesiae と記されており、この時期には Acelum と呼ばれていたことがわかる。その後、9世紀前半（827年もしくは835年）にマントヴァで開催された教会会議の記録では出席者の一人の名が Arthemius episc. Asolensis とあり、この頃までにアーゾロ (Asolo)という地名が使われるようになったと考えられる。
899年、この町の付近で、マジャール人の軍勢がイタリア王ベレンガーリオ1世の軍勢を破っている。969年、皇帝オットー1世は、アーゾロ（Acelum）司教区の領域をトレヴィーゾ司教区に移譲しているが、これは先のマジャール人の侵攻の際に都市が破壊されたことと関連しているかもしれない。1049年、教皇レオ9世の下で開催されたローマでの教会会議では、出席した司教の一人が「アーゾロのウーゴ」と呼ばれている。しかし、実際に司教は赴任してはおらず、Acelum司教はカトリック教会の名義司教として現代に至っている。
中世初期、アーゾロはエッツェリーノ家 (it:Ezzelini) の所領であった。その後1489年、キプロス女王カタリーナ・コルナーロが王国の統治権をヴェネツィア共和国に引き渡すのと引き換えに、ヴェネツィア共和国はカタリーナにアーゾロを与えた。アーゾロはカタリーナの領地の首都、また宮廷の所在地となった。しかし1509年にカンブレー同盟はアーゾロを占領・略奪した（カンブレー同盟戦争）。カテリーナはヴェネツィアに亡命し、1年後に死去した。彼女の治世において、画家ジェンティーレ・ベリーニや人文学者・枢機卿ピエトロ・ベンボはその宮廷の一員であった。
1798年、カテリーナ・コルナーロのアーゾロ城 (it:Castello di Asolo) のホールが改修され、アーゾロ劇場が設立された。なお、この劇場はのちにアメリカ合衆国のフロリダ州によって購入され、1950年代に解体されてサラソータのジョン・アンド・メイベル・リングリング美術館 (John and Mable Ringling Museum of Art) に移築された（当初は展示物であったが、さらに移築されて劇場 (Asolo Repertory Theatre) として利用されている）。
町は英国の詩人ロバート・ブラウニング、女優エレオノーラ・ドゥーゼ、探検家フレヤ・スターク、バイオリニストのウィルマ・ネルーダ (Wilma Neruda) 、作曲家ジャン・フランチェスコ・マリピエロも暮らしていた
。

## 行政

### 分離集落
アーゾロには、以下の分離集落（フラツィオーネ）がある。
- Casella Sant'Apollinare, Pagnano, Villa d'Asolo

## 社会
レーシングスーツメーカーのアルパインスターズは当地に本社を置く。

## 文化・観光
「イタリアの最も美しい村」クラブに加盟している。
19世紀イギリスの詩人ロバート・ブラウニングは当地に居住し、代表作と目される劇詩「ピッパが通る」（Pippa Passes、1841年）を著した。「ピッパが通る」はアーゾロの紡績工場で働く少女ピッパを主人公とした作品である。ピッパが歌う詩の一節 "God's in his heaven. All's right with the world."は、上田敏による「神、そらに知ろしめす。すべて世は事も無し」という日本語訳詩（『海潮音』に「春の朝」として収録）で知られる。

## 人物

### ゆかりの人物
- カタリーナ・コルナーロ - キプロス女王。女王退位後、当地の領主となった
- ピエトロ・ベンボ - ルネサンス期の詩人・人文学者、枢機卿
- ロバート・ブラウニング - 19世紀イギリスの詩人。当地に居住した
- エレオノーラ・ドゥーゼ - 19-20世紀の女優。当地に居住した
- ジャン・フランチェスコ・マリピエロ - 作曲家・音楽学者。当地に居住した
- フレヤ・スターク - 20世紀の探検家、旅行作家、東洋学者